# Woonton
Woonton – przysiółek w Anglii, w Herefordshire, w dystrykcie (unitary authority) Herefordshire. Leży 20 km od miasta Hereford i 210 km od Londynu. Woonton jest wspomniana w Domesday Book (1086) jako Wennetune.